# 绿轴凤尾蕨
绿轴凤尾蕨（学名：Pteris viridissima）为凤尾蕨科凤尾蕨属下的一个种。

## 扩展阅读
- 維基物種上的相關：绿轴凤尾蕨